# 363. Infanterie-Division (Wehrmacht)
La 363. Infanterie-Division fu una divisione dell'esercito tedesco attiva durante la seconda guerra mondiale che venne creata nel 1943 e fu schierata lungo il fronte occidentale dove fu distrutta nel 1944. Venne riorganizzata nel settembre 1944 nella 363. Volksgrenadier-Division che venne distrutta dagli alleati in Germania, nel febbraio 1945

## Storia
363. Infanterie-Division
La divisione fu costituita il 28 dicembre 1943, in Polonia, dal personale della sciolta 339. Infanterie-Division; fu poi schierata in Danimarca, tuttavia dopo l'inizio dell'Operazione Overlord fu mandata in Normandia, dove distrutta nella Sacca di Falaise nell'agosto 1944.
363. Volksgrenadier-Division
La 363. Volksgrenadier-Division fu costituita il 17 settembre 1944, nell'area di addestramento militare di Wildflecken dalla 566. Volksgrenadier-Division e dai resti della 363. Infanterie-Division. La divisione fu trasferita nei Paesi Bassi, vicino ad Arnhem il 28 settembre 1944, per poi attaccare la testa di ponte alleata nel Basso Reno, subendo gravi perdite. Il 13 novembre 1944 la divisione fu ritirata dalla linea del fronte e sostituita dalla 712. Infanterie-Division; si ritirò passando per Kempen, Krefeld e Viersen ed il 28 novembre 1944 la divisione ricevette l'ordine di trasferirsi nella zona di Erkelenz, nella testa di ponte di Jülich, dove fu coinvolta in pesanti combattimenti.
Il 16 dicembre 1944 iniziò l'offensiva delle Ardenne tra Monschau e Lussemburgo e alla divisione fu ordinato di prendere il controllo dell'intera sezione della zona della Ruhr, dove c'è stata una vivace attività di combattimento nel settore per tutto dicembre.  Alla fine di gennaio 1945 la divisione si trovava nella zona di Niederzier e l'offensiva americana sulla Ruhr, costrinse la divisione a ritirarsi all'inizio di marzo 1945.
Nelle successive battaglie intorno a Colonia furono assegnati alla divisione 600 uomini del Volkssturm, ma solo 60 di loro arrivarono alla divisione. Il 4 marzo 1945 i resti della divisione si trovavano a Pulheim ed il giorno dopo, le truppe americane iniziarono l’occupazione definitiva della città di Colonia. Il 7 marzo 1945 le restanti parti della divisione si trovavano sulla sponda orientale del Reno e fino alla fine di marzo 1945 fu in costantemente ritirata; ha cercato di ritardare l'avanzata del nemico a Kircheib ed il 29 marzo i resti della divisione raggiunsero l'area del Sieg. Il 2 aprile 1945 le truppe alleate riuscirono a unirsi vicino a Lippstadt e circondarono così l'Heeresgruppe B nella sacca della Ruhr, dove la divisione venne catturata dagli Alleati nell'aprile 1945.

## Ordine di battaglia
363. Infanterie-Division
- Grenadier-Regiment 957
- Grenader-Regiment 958
- Grenadier-Regiment 959
- Artillerie-Regiment 363
- Pionier-Bataillon 363
- Divisions-Füsilier-Bataillon 363
- Feldersatz-Bataillon 363
- Panzerjäger-Abteilung 363
- Divisions-Nachrichten-Abteilung 363
- Divisions-Nachschubführer 363

363. Volksgrenadier-Division
- Grenadier-Regiment 957
- Grenader-Regiment 958
- Grenadier-Regiment 959
- Artillerie-Regiment 363
- Pionier-Bataillon 363
- Divisions-Füsilier-Kompanie 363
- Feldersatz-Bataillon 363
- Panzerjäger-Abteilung 363
- Divisions-Nachrichten-Abteilung 363
- Divisions-Nachschubführer 363

## Decorazioni
Un soldato della 363. Infanterie-Division è stato premiato con la Croce tedesca in oro per le sue azioni in guerra

## Comandanti
363. Infanterie-Division
- Generalleutnant August Dettling (21 novembre 1943 - agosto 1944)

363. Volksgrenadier-Division
- Generalleutnant August Dettling (1º settembre 1944 - febbraio 1945)
- Oberst Waldemar Freiherr von Gall (febbraio 1945 - febbraio 1945)
- Generalleutnant Alois Weber (febbraio 1945 - aprile 1945)